# Aulonocnemis basalis
Aulonocnemis basalis är en skalbaggsart som beskrevs av Ludwig Wilhelm Schaufuss 1890. Aulonocnemis basalis ingår i släktet Aulonocnemis och familjen Aulonocnemidae. Utöver nominatformen finns också underarten A. b. perineta.